# Penhasco2
Penhasco2 è un singolo della cantante brasiliana Luísa Sonza e della cantante statunitense Demi Lovato, pubblicato il 28 agosto 2023 come terzo estratto dal terzo album in studio della prima Escândalo íntimo.

## Video musicale
Il video musicale, diretto da Diego Fraga, è stato reso disponibile in concomitanza con l'uscita del brano attraverso il canale YouTube di Sonza.

## Tracce
Testi e musiche di Luísa Sonza, Demi Lovato, Carol Biazin, Carolzinha, Day Limns, Douglas Moda, Jenni Mosello, Papatinho e Roy Lenzo.
1. Penhasco2 – 2:53

## Formazione
- Luísa Sonza – voce
- Demi Lovato – voce
- Douglas Moda – produzione
- Papatinho – produzione
- Roy Lenzo – produzione
- Arthur Luna – mastering, missaggio
- Luciano Scalercio – missaggio
- Jonathan "Yoni" Asperil – registrazione

## Successo commerciale
Penhasco2 è divenuta la prima canzone in assoluto a ricevere oltre 2 milioni di ascolti in un'unica giornata in territorio brasiliano su Spotify.

## Classifiche
| Classifica (2023) | Posizione massima |
| ----------------- | ----------------- |
| Brasile           | 4                 |
| Portogallo        | 11                |